# Mare Smythii
Mare Smythii (Smyths hav) är ett litet månhav vid månens ekvator, på den östra del av månen som på grund av librationen inte alltid kan observeras från Jorden. Havet har fått namn efter den brittiske astronomen William Henry Smyth.
Mare Smythii har en rundad form. Det ligger söder om månhavet Mare Marginis, mellan dessa månhav ligger kratrarma Neper och Jansky. Väster om månhavet ligger kratrarna Schubert och Back, i sydväst ligger kratern Ansgarius och österut ligger kratern Hirayama, som har små kratrar i sig.